# Khemewadi, Khanapur
Khemewadi là một làng thuộc tehsil Khanapur, huyện Belgaum, bang Karnataka, Ấn Độ.